# Scott McClellan
Scott McClellan (Austin, 14 febbraio 1968) è un funzionario e scrittore statunitense, portavoce della Casa Bianca sotto la presidenza Bush Jr dal 2003 al 2006.

## Biografia
Figlio di Carole Keeton Strayhorn (prima donna sindaco di Austin) e fratello di Mark McClellan (Commissario della Food and Drug Administration sotto l'amministrazione Bush), venne assunto da Karen Hughes come Vicedirettore delle Comunicazioni per l'allora Governatore del Texas George W. Bush. Quando Bush divenne Presidente, McClellan continuò a lavorare come suo collaboratore finché nel 2003, dopo le dimissioni di Ari Fleischer, fu nominato suo successore come Portavoce della Casa Bianca. Tre anni dopo tuttavia anche McClellan rassegnò le dimissioni.
Nel 2008 tornò agli onori della cronaca a causa della pubblicazione del suo libro "What Happened". Tale scritto suscitò molto scalpore in quanto l'autore criticava duramente l'operato del Presidente Bush e di alcuni suoi collaboratori, tra cui Condoleezza Rice, accusata di essere troppo accomodante.
In occasione delle presidenziali del 2008, McClellan ha dichiarato il suo appoggio a Barack Obama.